# Władysław Kalkus

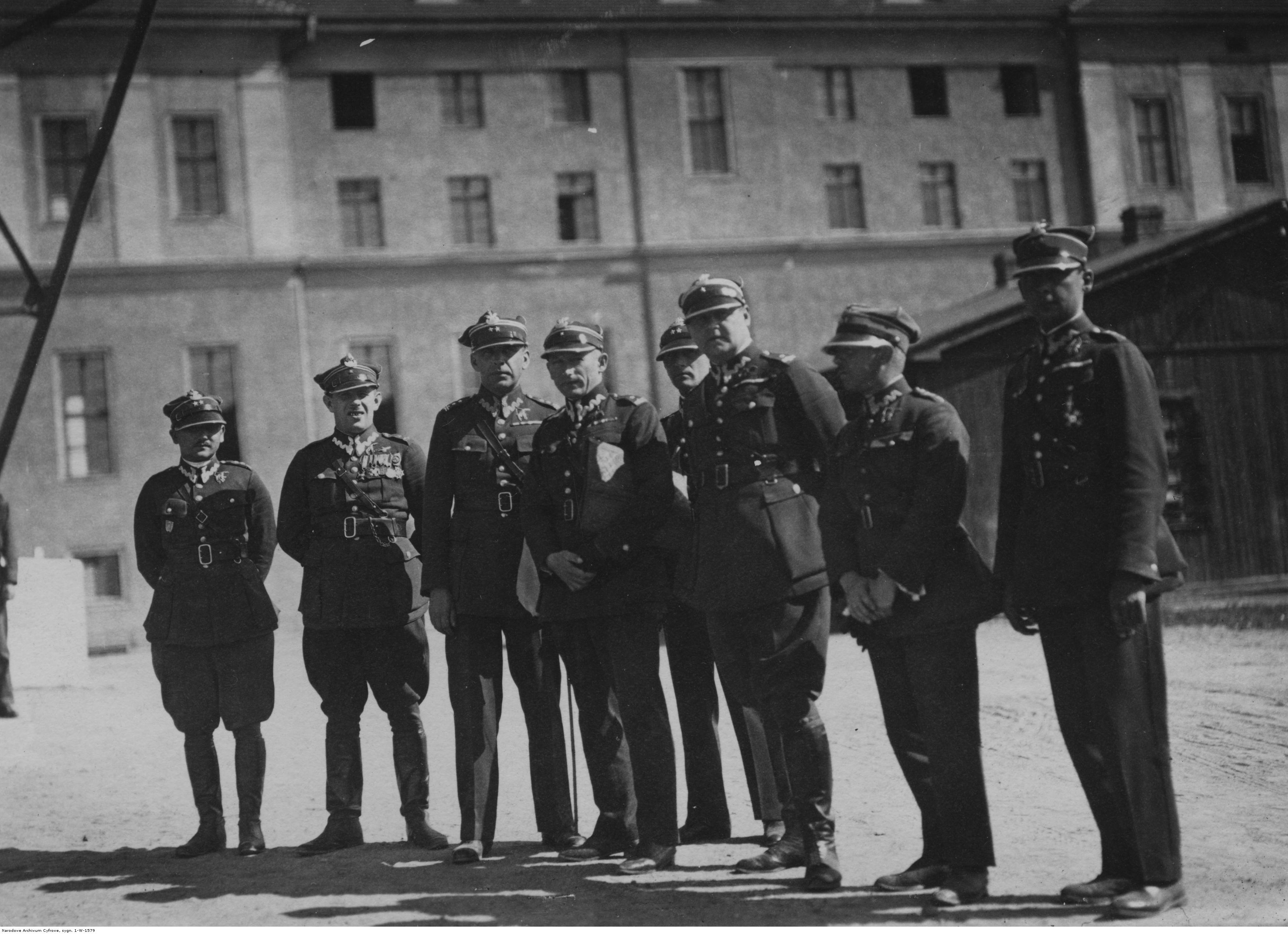
Wizyta mjr. Kazmierza Kubali (4 z lewej) w 3 pułku lotniczym w Poznaniu; płk Władysław Kalkus 3 z lewej; sierpień 1929

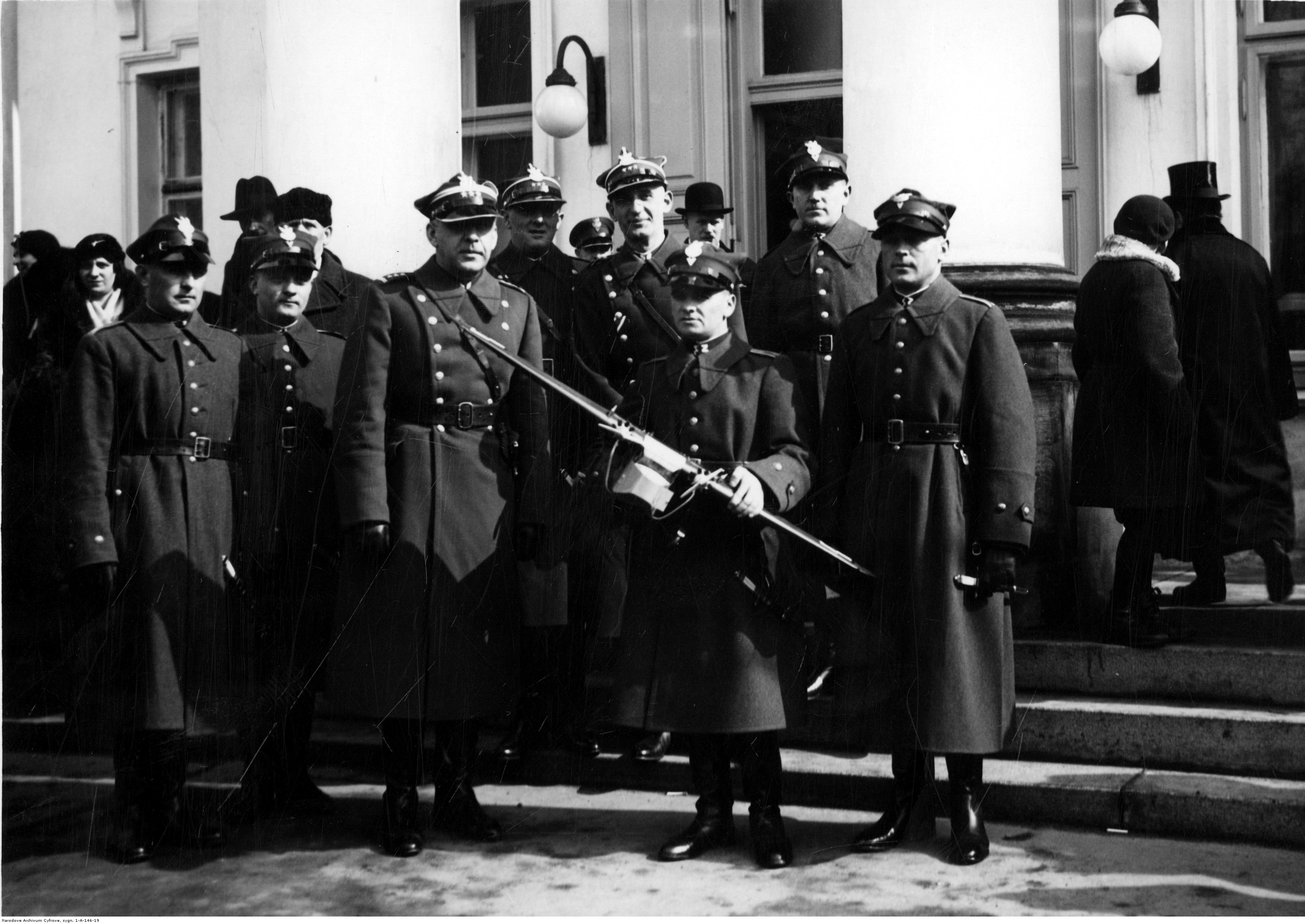
Uroczystości imieninowe Józefa Piłsudskiego w 1935 r. - delegacja 1 plot z płk. Władysławem Kalkusem (3. z lewej) na dziedzińcu Belwederu

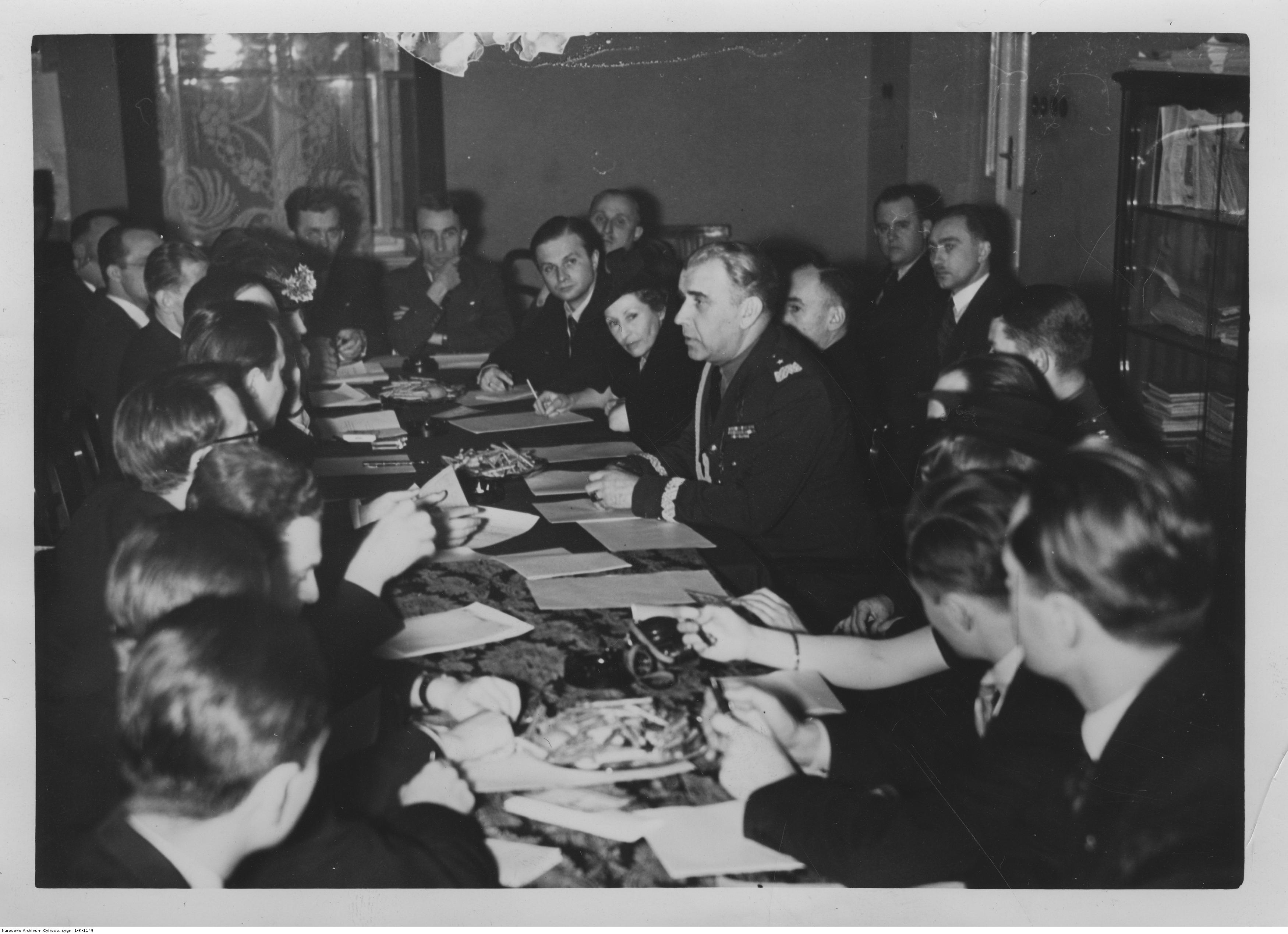
Nowo mianowany generał lotnictwa Władysław Kalkus w otoczeniu dziennikarzy; kwiecień 1939 r.

Władysław Jan Kalkus (ur. 8 czerwca 1882 we Lwowie, zm. 23 lutego 1945 w Blackpool, w Anglii) – generał brygady Wojska Polskiego, kawaler Orderu Virtuti Militari.

## Życiorys
Syn Pawła Piotra, urzędnika kolejowego, i Joanny z Płonków lub Romańskich. Przez trzy semestry studiował na Wydziale Prawa Uniwersytetu Lwowskiego. 1 października 1913 został powołany do armii austriackiej, jako jednoroczny ochotnik i skierowany do szkoły podoficerskiej piechoty. W czasie I wojny światowej walczył w szeregach pułku piechoty nr 30. Był dwukrotnie ranny. W czasie służby w c. i k. Armii awansował na kolejne stopnie w korpusie oficerów rezerwy piechoty: podporucznika (1 maja 1916) i porucznika (1 lutego 1918).
W czasie wojny polsko-ukraińskiej od listopada 1918 walczył w obronie Lwowa jako dowódca kompanii. W lutym 1919 został skierowany do Krakowskiej Szkoły Pilotów, gdzie przebywał do stycznia 1920. W czasie pobytu w szkole uzyskał awans do stopnia kapitana. Po ukończeniu szkolenia został skierowany jako pilot i dowódca eskadr do 581, 5, 17 i 6 Eskadry Wywiadowczej. Od lipca 1921 pełnił obowiązki dowódcy dywizjonu i zastępcy dowódcy 2 Pułku Lotniczego. 3 maja 1922 roku został zweryfikowany w stopniu kapitana ze starszeństwem z 1 czerwca 1919 roku i 23. lokatą w korpusie oficerów aeronautycznych. Od lutego 1923 do września 1926 w Centralnych Zakładach Lotniczych. 31 marca 1924 roku został awansowany na majora ze starszeństwem z 1 lipca 1923 roku i 8. lokatą w korpusie oficerów aeronautycznych. 1 kwietnia 1924 roku został przydzielony do macierzystego 2 plotn. z równoczesnym odkomenderowaniem do Departamentu IV Żeglugi Powietrznej MSWojsk. do 30 czerwca tego roku.
We wrześniu 1926 został przeniesiony do kadry oficerów lotnictwa z równoczesnym przydziałem do Departamentu IV Lotnictwa Ministerstwa Spraw Wojskowych na stanowisko kierownika referatu personalnego. W listopadzie 1928 został przeniesiony do 1 Pułku Lotniczego na stanowisko zastępcy dowódcy pułku.
Od 29 grudnia 1928 do 24 kwietnia 1929 był słuchaczem czteromiesięcznego kursu w Centrum Wyższych Studiów Wojskowych w Warszawie. 23 stycznia 1929 został awansowany na podpułkownika ze starszeństwem z 1 stycznia 1929 i 2. lokatą w korpusie oficerów aeronautycznych. W kwietniu tego roku został przeniesiony do 3 Pułku Lotniczego w Poznaniu na stanowisko dowódcy pułku. W lutym 1933 powrócił do 1 Pułku Lotniczego na stanowisko dowódcy pułku. 5 marca 1934 roku został awansowany na pułkownika ze starszeństwem z 1 stycznia 1934 roku i 1. lokatą w korpusie oficerów aeronautyki. W listopadzie 1935 został mianowany dowódcą 3 Grupy Lotniczej w Krakowie (od 1 stycznia 1938 roku w Warszawie). Na stopień generała brygady został awansowany ze starszeństwem z 19 marca 1939 roku i 17. lokatą w korpusie generałów. 23 marca 1939 roku został wyznaczony na stanowisko dowódcy Lotnictwa Ministerstwa Spraw Wojskowych. 
Po agresji ZSRR na Polskę przekroczył granicę polsko-rumuńską. Przez Rumunię przedostał się do Francji. Od października 1939 do marca 1940 pełnił obowiązki dowódcy lotnictwa we Francji, marzec – kwiecień 1940 dowódca Lotnictwa Polskiego w Wielkiej Brytanii (nr służbowy 76833). Kwiecień – sierpień 1940 inspektor polskich jednostek Royal Air Force, 22 stycznia 1941 - 12 kwietnia 1942 - komendant 18 (polskiej) Jednostki Wyszkolenia Bojowego (Polish Operational Training Unit) w Bramcote, kwiecień 1942 – styczeń 1944 komendant Bazy Polskich Sił Powietrznych w Blackpool. Styczeń 1944 – luty 1945 w dyspozycji dowódcy Polskich Sił Powietrznych. Mieszkał w Blackpool, gdzie zmarł. Został pochowany na cmentarzu Layton.

## Ordery i odznaczenia
- Krzyż Srebrny Orderu Wojskowego Virtuti Militari nr 372[11][16] – 8 kwietnia 1921[17][18]
- Krzyż Oficerski Orderu Odrodzenia Polski (11 listopada 1936)[19][16]
- Krzyż Walecznych (trzykrotnie, po raz pierwszy w 1921[20][16]
- Złoty Krzyż Zasługi (dwukrotnie: 19 marca 1931[21], 10 listopada 1938[22])
- Medal Pamiątkowy za Wojnę 1918–1921[16]
- Medal Dziesięciolecia Odzyskanej Niepodległości[16]
- Złota Odznaka Honorowa Ligi Obrony Powietrznej i Przeciwgazowej I stopnia[23]
- Polowa Odznaka Pilota nr 11 (11 listopada 1928) „za loty bojowe nad nieprzyjacielem w czasie wojny 1918–1920”[24].
- Komandor Orderu Imperium Brytyjskiego[11]
- Krzyż Oficerski Orderu Gwiazdy Rumunii (Rumunia, 11 listopada 1936)[25]
- Krzyż Zasługi Wojskowej 3 klasy z dekoracją wojenną i mieczami (dwukrotnie)[26]
- Srebrny Medal Zasługi Wojskowej Signum Laudis z mieczami na wstążce Krzyża Zasługi Wojskowej (Austro-Węgry)[26]
- Odznaka Pilota (Francja, 1927)
- Odznaka Pilota (Włochy, 21 marca 1928)[27]
- Odznaka Pilota (Bułgaria, 11 listopada 1936)[28]